# Monte Stella (Milano)
Il Monte Stella, noto ai milanesi anche come La Montagnetta di San Siro (La muntagna de San Sir in milanese) e semplicemente Montagnetta per i residenti del QT8, è un rilievo artificiale che si trova nella zona nord-ovest di Milano, nel quartiere Triennale 8, alto 50 metri (185 m s.l.m.). È uno dei parchi della città lombarda.

## Storia e descrizione

Veduta aerea del Monte Stella e dei suoi dintorni negli anni sessanta del XX secolo

Si tratta di una collinetta artificiale formata inizialmente con l'accumulo di macerie, provocate dai bombardamenti effettuati dalle forze angloamericane durante la seconda guerra mondiale e con altro materiale proveniente dalla demolizione degli ultimi tratti dei Bastioni, avvenuta dopo il 1945. Nato su decisione di Agostino Giambelli, il progetto si deve all'architetto Piero Bottoni, che lo dedicò alla moglie Elsa Stella, da cui la collina prende il nome.
Tale collinetta artificiale ha un'altezza di quarantacinque metri sul piano sottostante. Nel progetto originario del 1946, avrebbe dovuto essere alta il doppio, ma venne limitata a causa di spinte laterali del terreno che potevano creare problemi ai vicini edifici di via Isernia, sul lato orientale.
Si provvide prima all'allestimento di gradoni in cemento e successivamente all'accumulo dei detriti e della terra di riporto realizzando il Parco Monte Stella, con una superficie di 370.000 metri quadrati tra zone boschive e prati. Il parco è realizzato su gradoni a salire, collegati da una strada panoramica che, girando attorno al monte, ne raggiunge la cima da dove si ha un'ampia vista della città e del suo hinterland e, in caso di visibilità favorevole, si riesce a vedere l'intero Arco Alpino e, a sudovest, l'Appennino emiliano.
Negli anni ottanta sulla collinetta si disputarono alcune gare di slalom parallelo con i campioni del circus della coppa del mondo, con l'ausilio di neve artificiale. Nel settembre del 2010 si era invece svolta una gara di mountain bike, la "24 ore di Milano", una staffetta a squadre della durata, come dice il nome, di un'intera giornata.
Con riferimento alla veduta notturna che era possibile ammirare dalla cima negli anni '60, il cantautore Roberto Vecchioni ha composto la celebre canzone Luci a San Siro.

## Il Giardino dei Giusti

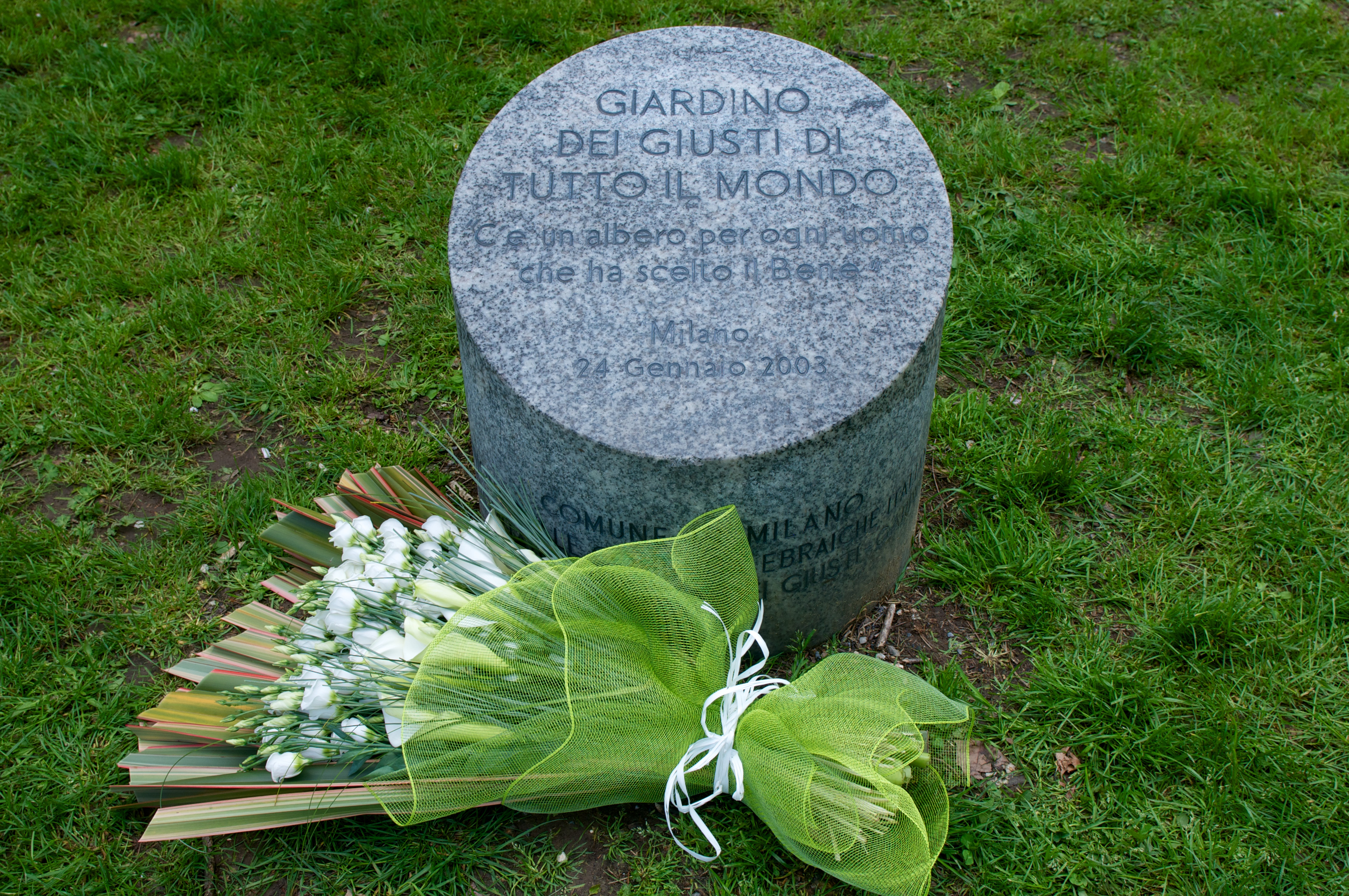
Cippo Giardino dei Giusti di tutto il mondo

Dal 2003, un giardino situato al Monte Stella ricorda i Giusti che si opposero ai genocidi e ai crimini contro l'umanità. In esso sono piantati alberi in onore di Moshe Bejski, Andrej Sacharov, Svetlana Broz, Pietro Kuciukian e altri. Ogni anno la scelta delle personalità che Milano intende commemorare in questo giardino è affidata a un comitato composto da personalità di rilievo di tutti gli ambiti della vita culturale e civile.
Inaugurato il 24 gennaio 2003, è il primo "Giardino dei Giusti di tutto il Mondo" italiano, voluto dal sindaco del Comune di Milano Letizia Moratti, dalla Unione delle comunità ebraiche italiane e da Gariwo la foresta dei Giusti per onorare coloro che si sono opposti con responsabilità individuale ai crimini contro l'umanità e ai totalitarismi.

## Flora
Se si eccettua il piccolo bosco, con la sua flora volutamente "selvatica", la collina ha una vegetazione simile a quella degli altri parchi cittadini, con gruppi di piante d'alto fusto che si alternano ad ampi prati e aree di sosta. Tra le specie arboree ricordiamo: l'acero di monte, l'acero bianco americano, l'acero saccarino, il bagolaro, l'olmo, la quercia rossa americana, il carpino bianco, il faggio, la betulla bianca, il pioppo nero e il pioppo bianco, l'ippocastano, il tiglio selvatico, il platano comune,  il cedro dell'Atlante, il peccio o abete rosso, il pino nero e, infine, la robinia con la sofora giapponese, molto simile alla precedente, e l'ailanto.

## Galleria d'immagini

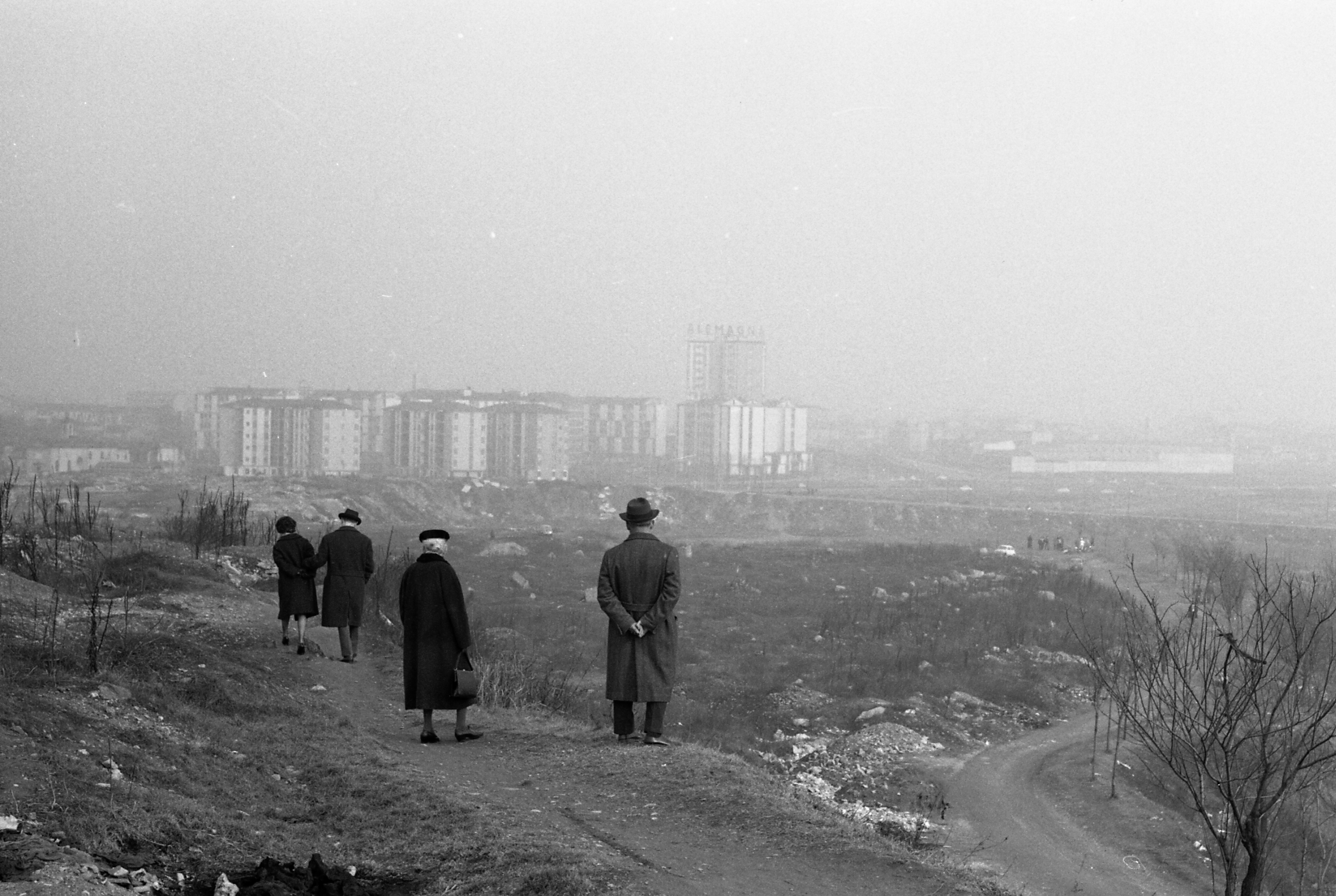
Milano dall'alto del Monte Stella fotografata da Paolo Monti nel 1962
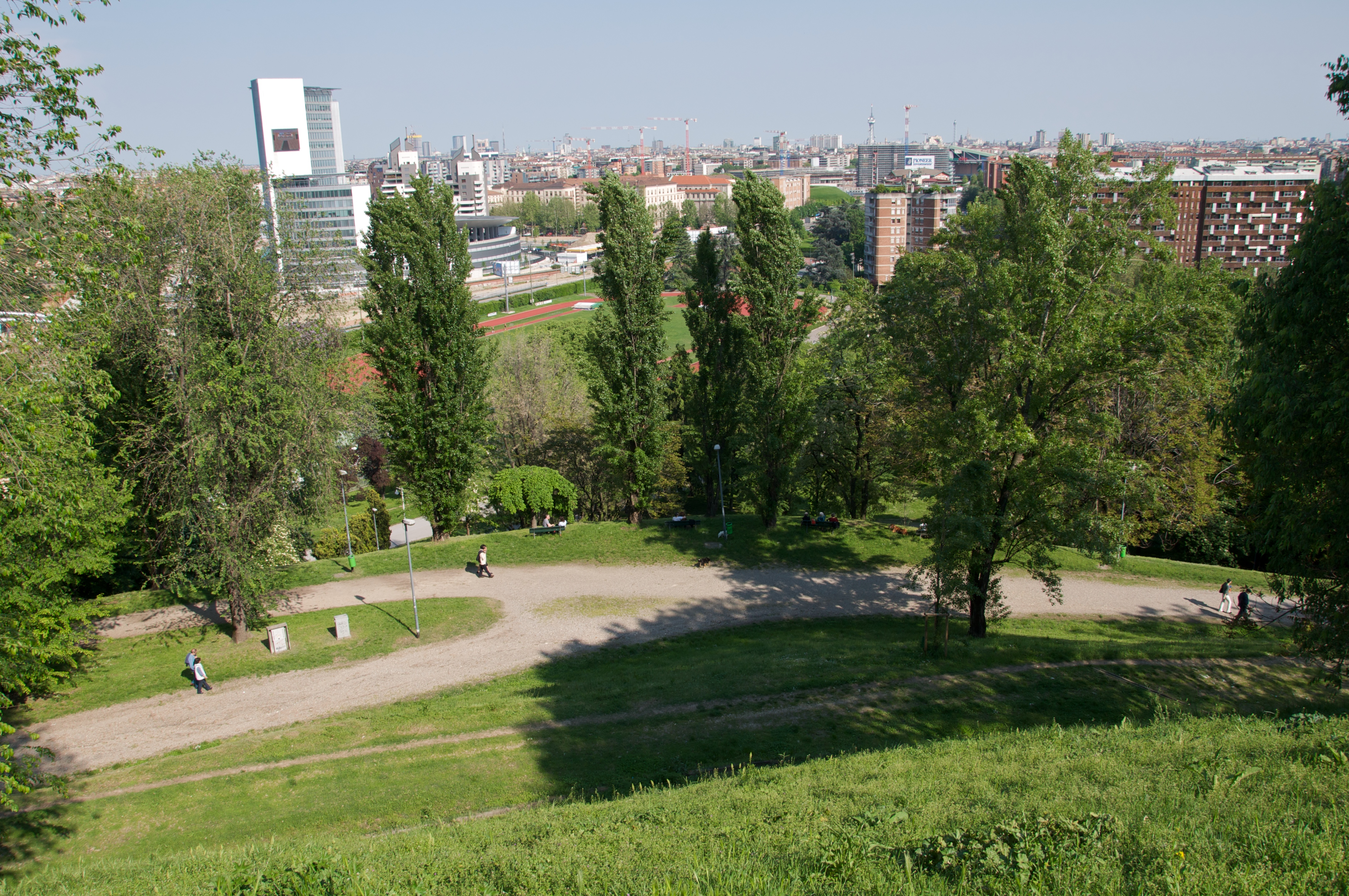
Milano dall'alto del Monte Stella nel 2009
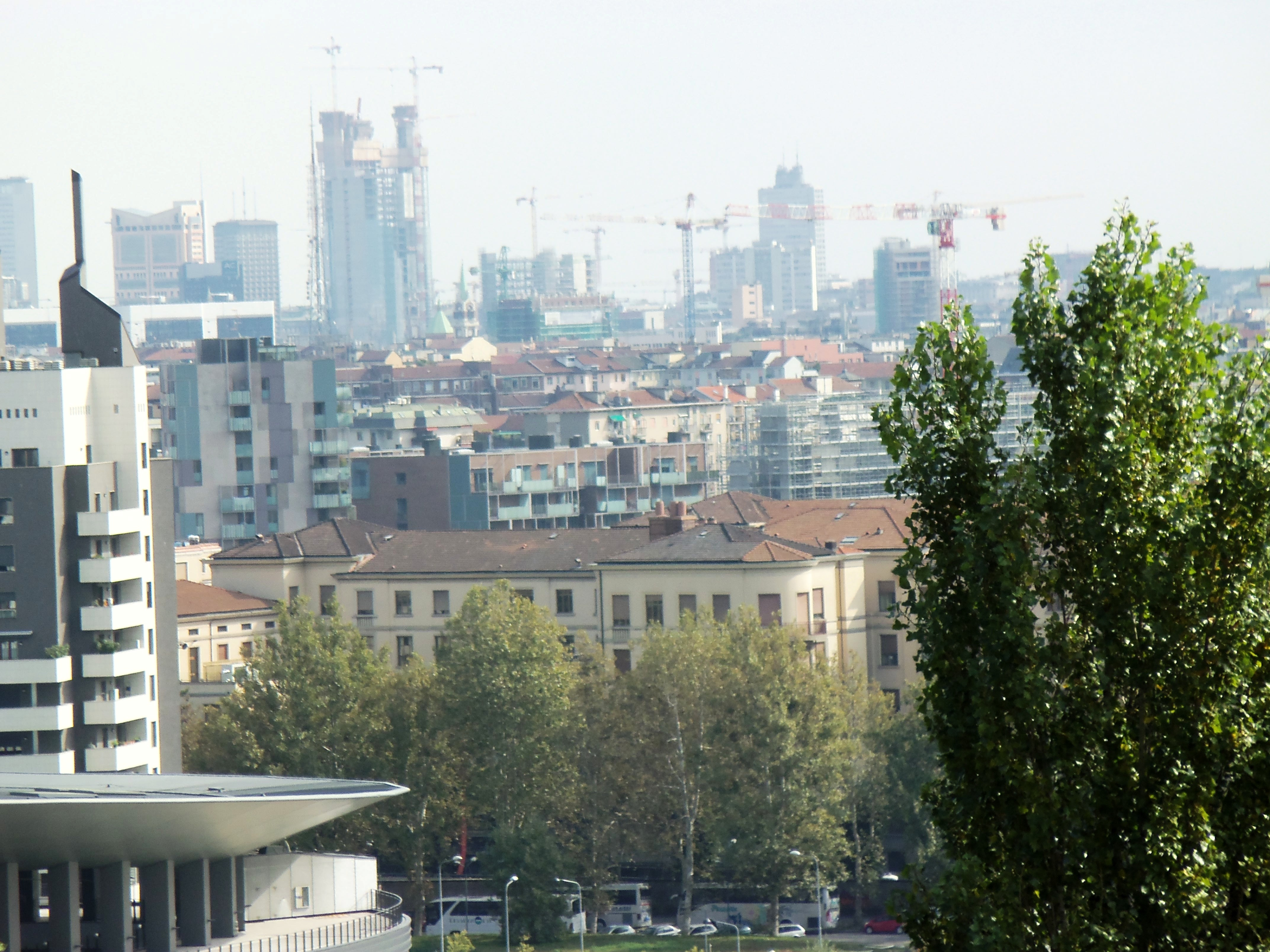
La stessa vista nell'ottobre 2010
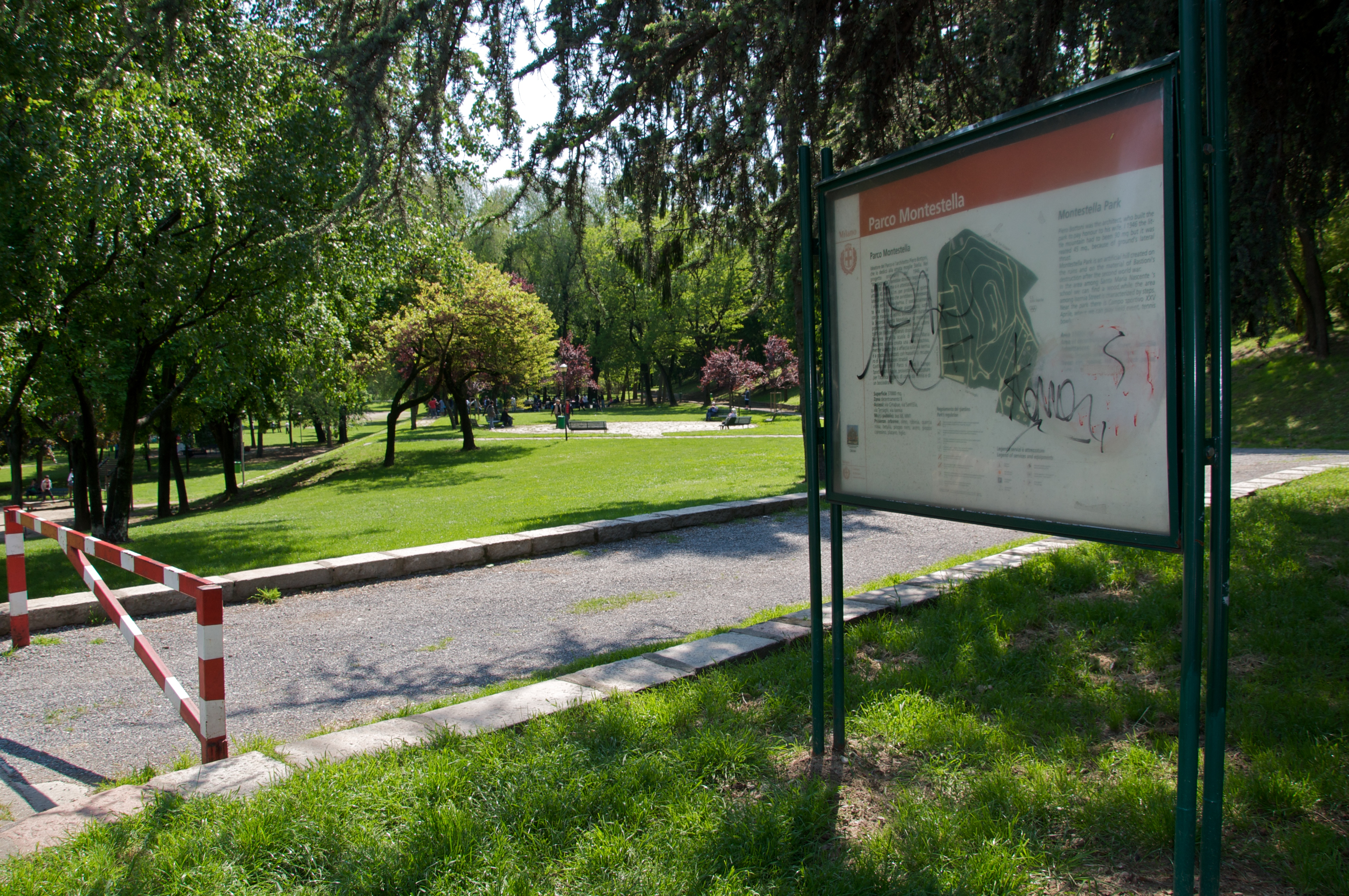
Il cartello con la mappa dei percorsi pedonali lungo il Monte Stella
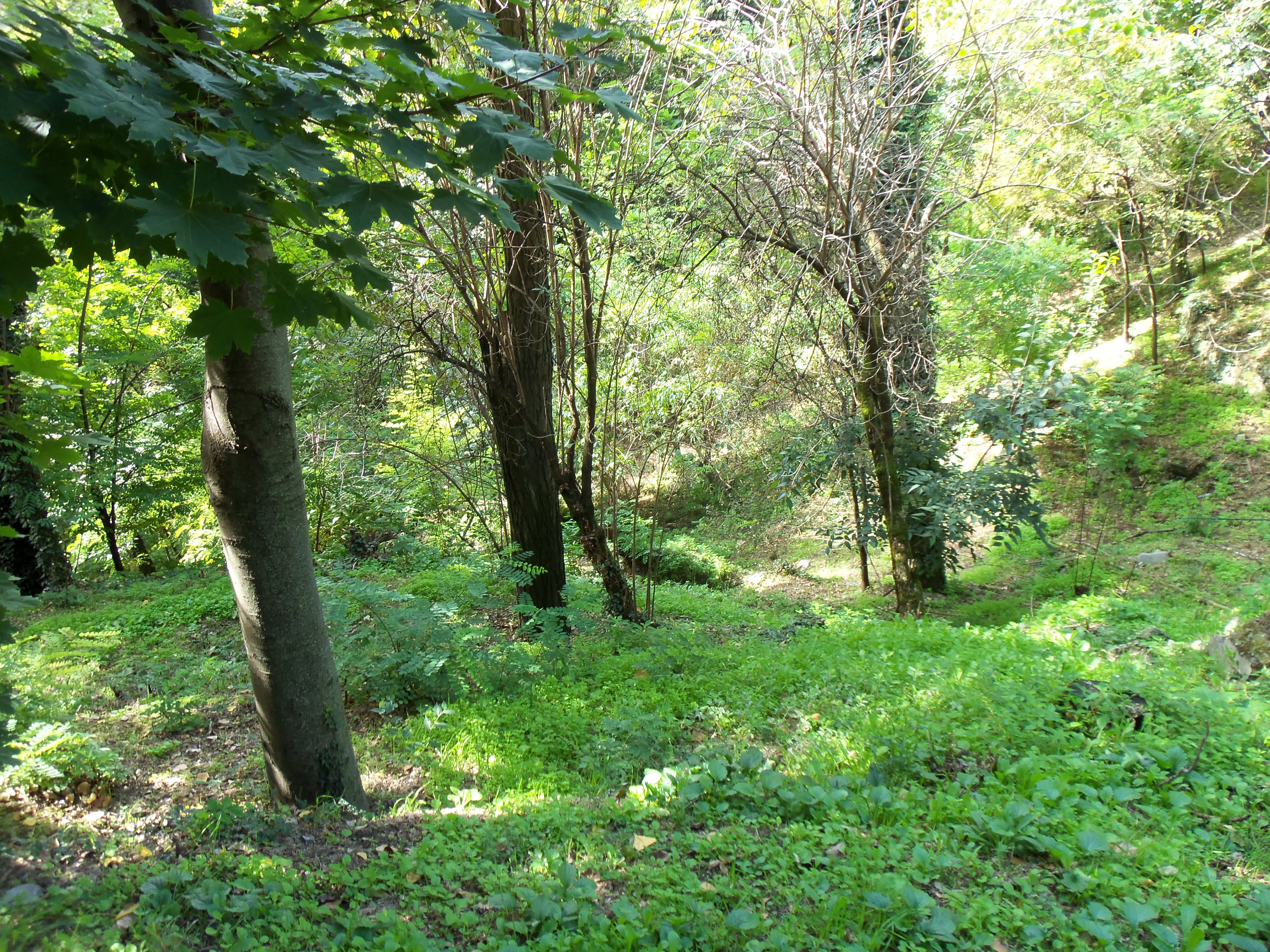
La forra del bosco sulla collina